# Дерюжинский, Сергей Фёдорович
Сергей Фёдорович Дерюжинский (1856—1915) — русский врач, хирург.

## Биография
Обучался в Смоленской гимназии. В 1875 году был принят на медицинский факультет Московского университета. По окончании курса в 1881 году утверждён в степени лекаря и после практического экзамена, в звании уездного врача. Определён на службу в Голицынскую больницу сверхштатным ординатором в феврале 1882 года; в 1891 году назначен штатным ординатором, а в 1893 году — старшим врачом.
В 1896 году С. Ф. Дерюжинский защитил докторскую диссертацию «Кастрация и перевязка art. iliacae internae (по Bier’у) среди других методов радикального лечения гипертрофии предстательной железы». В 1899 году назначен главным врачом Голицынской больницы. В должности главного врача вёл активную врачебную деятельность, много оперировал. По его инициативе хирургическое отделение стало базой для практических занятий по факультетской хирургии для слушательниц Московских высших женских курсов; средний медицинский персонал «сердобольных и фельдшеров» был заменён общинными сестрами милосердия, для которых на территории больницы было организовано общежитие.
Как хирург Сергей Фёдорович Дерюжинский принадлежал к научной школе П. И. Дьяконова. Творческая инициатива, вера в науку, широкая эрудиция, огромный клинический опыт, отличная хирургическая техника упрочили за Сергеем Фёдоровичем славу выдающегося деятеля в области хирургии.
В 1912 году Дерюжинский покинул пост главного врача больницы, но, несмотря на прогрессирующую онкологическую болезнь, остался в больнице и продолжал работать простым хирургом. На V съезде российских терапевтов (Санкт-Петербург, декабрь 1913), на совместном с членами XIII съезда российских хирургов заседании, сделал уникальный доклад «Итоги 17-летней борьбы с помощью операций при раке желудка в Московской Голицынской больнице с 1896 г. по 1913 г., с включением краткого описания им самим перенесенной резекции желудка, пораженного раком» — в течение 17 лет, пока он был болен, Дерюжинский наблюдал за ходом своей болезни и описывал её симптоматику.
В 1901 году им написана работа «100-летие больницы князей Голицыных». Кроме того, он подготовил главы в юбилейное издание «Сто лет Голицынской больницы в Москве», увидевшее свет в 1902 году.
С. Ф. Дерюжинский был награждён многими орденами Российской империи, состоял членом Общества российских хирургов.
Похоронен на Новом Донском кладбище (2 уч.).

## Семья
Отец его Фёдор Тимофеевич (Дерюжинский 1‑й) был видным юристом; мать, Екатерина Николаевна Муромцева, принадлежала к старинному русскому аристократическому роду; братья: Александр, Владимир, Константин, Николай — юристы; старший брат Николай был сенатором, членом Государственного Совета; брат Владимир — ученый-полицеист, профессор, также был сенатором.
Жена — Калерия Николаевна Вердеревская из старинного русского дворянского рода Вердеревских. У супругов Дерюжинских было четверо детей: Виктор (1885—?) и Аделаида (1885—?), Екатерина (1889—1978), Фёдор (1892—1940).